# Simulium aequifurcatum
Simulium aequifurcatum är en tvåvingeart som beskrevs av Lutz 1910. Simulium aequifurcatum ingår i släktet Simulium och familjen knott. Inga underarter finns listade i Catalogue of Life.